# Macintosh Quadra
Quadra è il nome che Apple Computer utilizzava per indicare una serie di computer Macintosh basati sul processore Motorola 68040.

## Storia
I primi modelli furono presentati nel 1991 e furono il Quadra 700 e il Quadra 900, avevano un processore a 25 MHz. Il 700 utilizzava un case compatto come il Macintosh IIci, anche se con orientamento verticale, anziché orizzontale, e aveva uno slot di espansione PDS, mentre il 900 utilizzava un case tower di dimensioni ben maggiori e aveva cinque slot NuBus e uno slot PDS.
In seguito il modello di punta divenne il Quadra 950, con una CPU a 33 MHz. Le linee vennero unite delle serie "800" e "600". La serie "800" utilizzava un case minitower ed era destinata alla fascia alta del mercato, il primo modello era il Quadra 800. La serie "600" utilizzava un case desktop da tavolo, il primo modello fu il Quadra 610.
Nel 1993 la serie Quadra AV venne presentata, consisteva nella serie 800 Quadra 840av e nella serie 600 Quadra 660av, a 40 MHz e 25 MHz rispettivamente. Includevano un DSP ATT, ingressi e uscite video di tipo S-Video e composito oltre a un microfono di alta qualità e a le uscite audio. I modelli AV introdussero il programma Macintalk Pro che veniva utilizzato per controllare il computer tramite comandi vocali. Tuttavia questo programma non era perfetto, anzi era poco utilizzabile e infatti venne abbandonato come i DSP che non vennero installati nelle macchine successive.
Il nome Quadra venne utilizzato per identificare il successore del Centris, una serie di computer di fascia media nati nel 1993. Centris era l'anello di congiunzione tra i Quadra (fascia alta) e gli LC (fascia bassa). Per un certo periodo alcuni computer vennero venduti col nome di Performa complicando ulteriormente il mercato. Apple si rese rapidamente conto che aveva troppe tipologie di computer che disorientavano i possibili acquirenti e quindi dismise i Centris e rinominò i Performa come Quadra, e inserendoli nella linea 600.
L'ultimo Quadra prodotto fu il 630, che a differenza dei modelli LC utilizzava un 68040 completo e non una versione ridotta senza coprocessore matematico. Questo computer era il primo Macintosh a utilizzare il controller IDE, invece dello SCSI come tutti i modelli precedenti.

## Lista modelli

### Motorola 68040

#### Macintosh Quadra 610

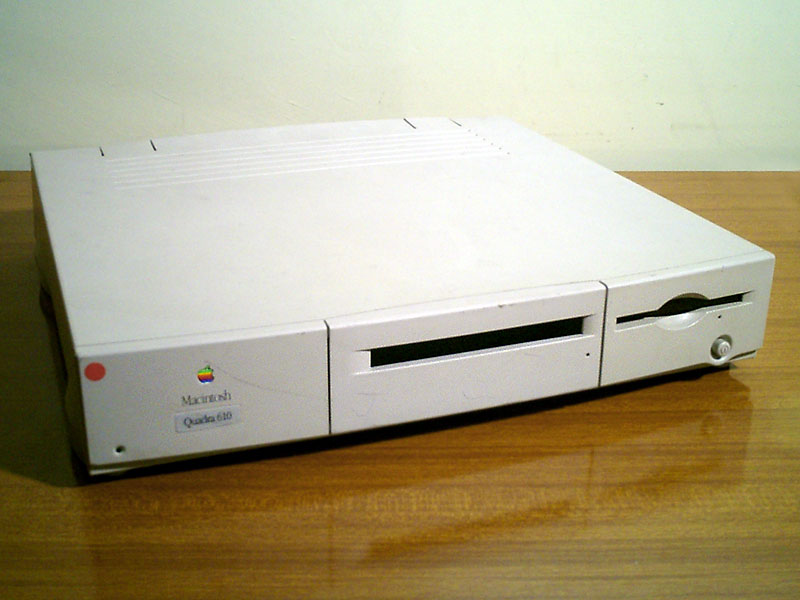
Macintosh Quadra 610

| Presentazione:     | ottobre, 1993                                      |
| Dismissione:       | luglio, 1994                                       |
| Costo:             | $ 2520                                             |
| CPU:               | 68040                                              |
| Frequenza CPU:     | 25 MHz                                             |
| FPU:               | Integrata                                          |
| L1 Cache:          | 8 KB                                               |
| L2 Cache:          |                                                    |
| L3 Cache:          |                                                    |
| Bus:               | 25 MHz                                             |
| Slot:              | 1 PDS o 1 NuBus                                    |
| RAM:               | 4 MB                                               |
| Memoria:           | Max 68 MB, 2 slot RAM da 80 ns                     |
| VRAM:              | 512 KB Max 1 MB                                    |
| Video:             | 1152 x 870                                         |
| Audio:             | Uscita audio a 8 bit stereo Ingresso audio a 8 bit |
| Porte:             | 2 ADB 2 Seriali microfono SCSI                     |
| Comunicazione:     | Ethernet 10Mbit                                    |
| Lettori:           | 1.44 KB opzionale CD-ROM 2X                        |
| Hard Drive:        | 500 MB IDE                                         |
| Consumo:           | 210 Watt                                           |
| Peso:              | 6.3 kg                                             |
| Dimensione:        | A L P 8.6 x 41.4 x 39.6 cm                         |
| Sistema operativo: | System 7.1                                         |
| ROM:               | 1 MB                                               |

#### Macintosh Quadra 630

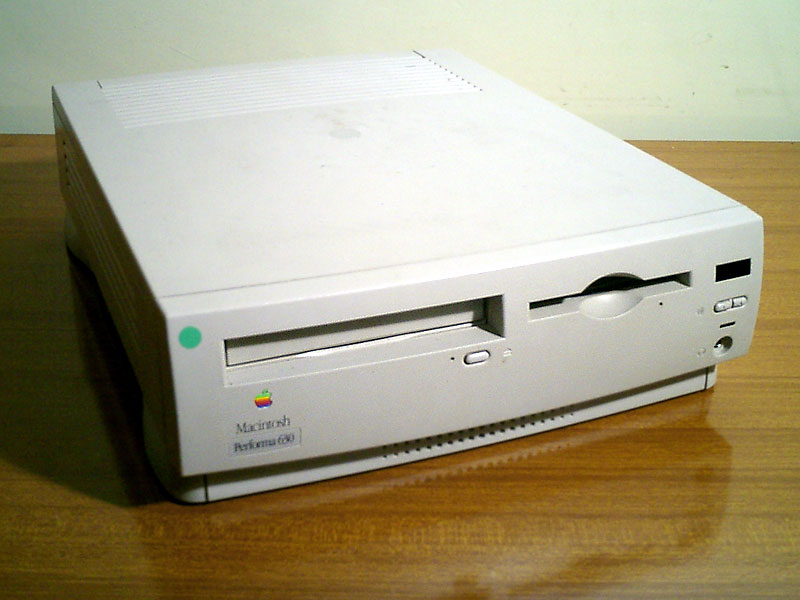
Macintosh Performa 630

Questo computer venne venduto anche con il nome di LC 630, e Performa 630, 630CD, 631CD, 635CD, 636, 636CD, 637CD, 638CD, e 640CD. Ognuno di questi computer aveva un hardware leggermente diverso e del diverso software applicativo in regalo.
| Presentazione:     | luglio, 1994                                       |
| Dismissione:       | ottobre, 1995                                      |
| Costo:             | $ 1200                                             |
| CPU:               | 68040                                              |
| Frequenza CPU:     | 33 MHz                                             |
| FPU:               | Integrata                                          |
| L1 Cache:          | 8 KB                                               |
| L2 Cache:          |                                                    |
| L3 Cache:          |                                                    |
| Bus:               | 33 MHz                                             |
| Slot:              | 1 LC PDS, comm, TV, video i/o                      |
| RAM:               | 4 MB                                               |
| Memoria:           | Max 36 MB, 1 slot RAM da 80 ns                     |
| VRAM:              | 1 MB                                               |
| Video:             | 1152 x 870                                         |
| Audio:             | Uscita audio a 8 bit stereo Ingresso audio a 8 bit |
| Porte:             | 1 ADB 2 Seriali SCSI                               |
| Comunicazione:     |                                                    |
| Lettori:           | 1.44 KB opzionale CD-ROM                           |
| Hard Drive:        | 500 MB IDE                                         |
| Consumo:           | 45 Watt                                            |
| Peso:              | 8.6 kg                                             |
| Dimensione:        | A L P 10.9 x 32 x 41.9 cm                          |
| Sistema operativo: | System 7.1.2P                                      |
| ROM:               | 1 MB                                               |

#### Macintosh Quadra 650

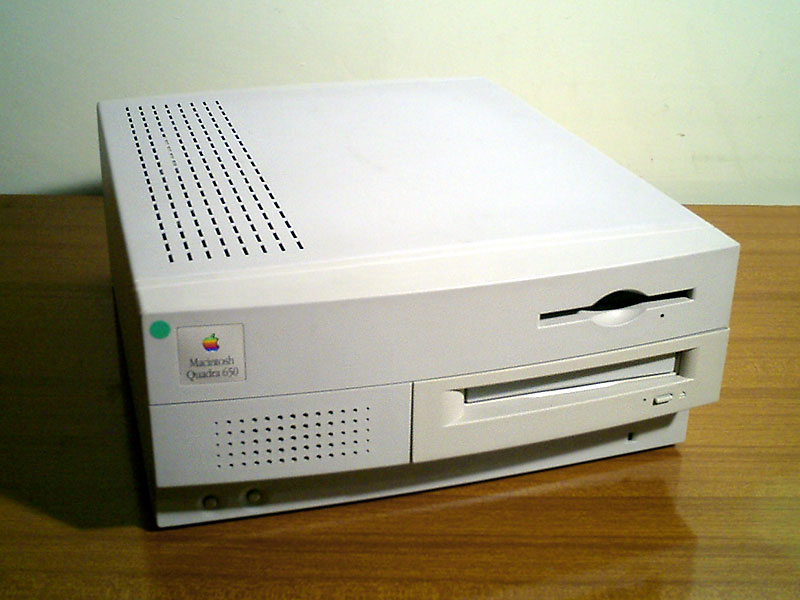
Macintosh Quadra 650

| Presentazione:     | ottobre, 1993                                      |
| Dismissione:       | settembre, 1994                                    |
| Costo:             | $ 2700                                             |
| CPU:               | 68040                                              |
| Frequenza CPU:     | 33 MHz                                             |
| FPU:               | Integrata                                          |
| L1 Cache:          | 8 KB                                               |
| L2 Cache:          |                                                    |
| L3 Cache:          |                                                    |
| Bus:               | 33 MHz                                             |
| Slot:              | 1 PDS, 3 NuBus                                     |
| RAM:               | 8 MB                                               |
| Memoria:           | Max 136 MB, 4 slot RAM da 80 ns                    |
| VRAM:              | 512 KB Max 1 MB                                    |
| Video:             | 1152 x 870                                         |
| Audio:             | Uscita audio a 8 bit stereo Ingresso audio a 8 bit |
| Porte:             | 2 ADB 2 Seriali SCSI                               |
| Comunicazione:     | Ethernet 10Mbit                                    |
| Floppy Disk:       | 1.44 KB                                            |
| Hard Drive:        | 500 MB IDE                                         |
| Consumo:           | 230 Watt                                           |
| Peso:              | 11.3 kg                                            |
| Dimensione:        | A L P 15.2 x 33 x 41.9 cm                          |
| Sistema operativo: | System 7.1                                         |
| ROM:               | 1 MB                                               |

#### Macintosh Quadra 660av

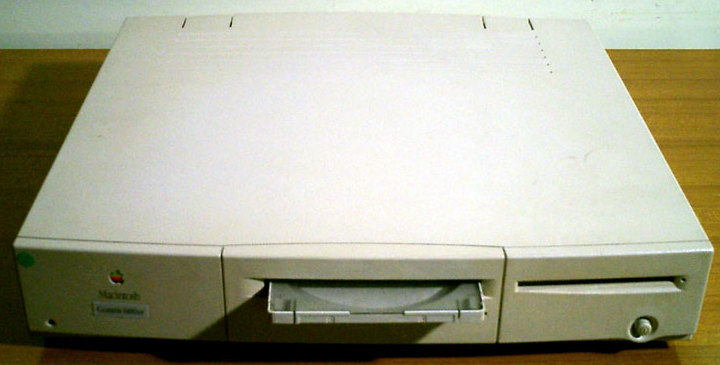
Macintosh Centris 660AV

| Presentazione:     | ottobre, 1993                                               |
| Dismissione:       | settembre, 1994                                             |
| Costo:             | $ 2300                                                      |
| CPU:               | 68040                                                       |
| Frequenza CPU:     | 25 MHz                                                      |
| FPU:               | Integrata                                                   |
| L1 Cache:          | 8 KB                                                        |
| L2 Cache:          |                                                             |
| L3 Cache:          |                                                             |
| Bus:               | 25 MHz                                                      |
| Slot:              | 1 PDS, 1 NuBus                                              |
| RAM:               | 4 MB                                                        |
| Memoria:           | Max 34 MB, 2 slot RAM da 70 ns                              |
| VRAM:              | 1 MB                                                        |
| Video:             | 1152 x 870                                                  |
| Audio:             | Uscita audio a 16 bit stereo Ingresso audio a 16 bit Stereo |
| Porte:             | 2 ADB 2 Seriali SCSI microfono                              |
| Comunicazione:     | Ethernet 10Mbit                                             |
| Lettori:           | 1.44 KB opzionale CD-ROM                                    |
| Hard Drive:        | 320 MB IDE                                                  |
| Consumo:           | 86 Watt                                                     |
| Peso:              | 6.3 kg                                                      |
| Dimensione:        | A L P 8.6 x 41.4 x 15.6 cm                                  |
| Sistema operativo: | System 7.1                                                  |
| ROM:               | 2 MB                                                        |

#### Macintosh Quadra 700

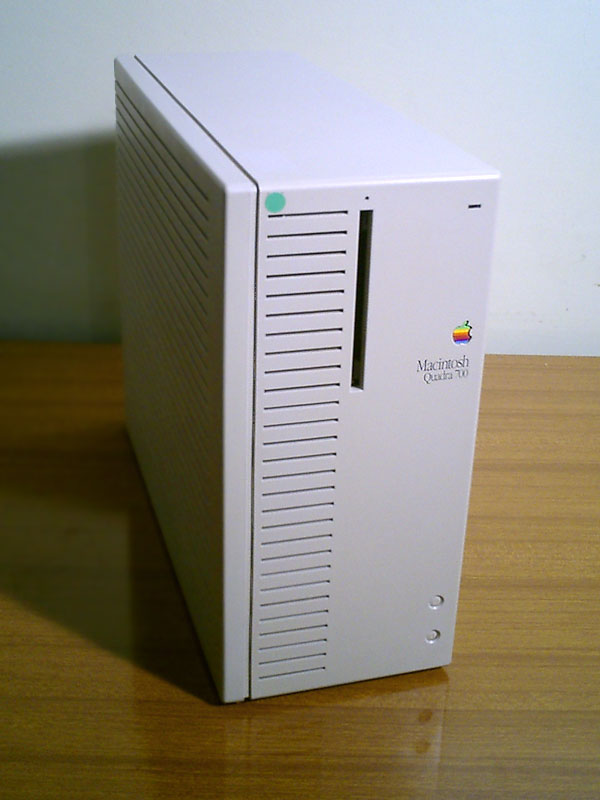
Macintosh Quadra 700

| Presentazione:     | ottobre, 1991                                      |
| Dismissione:       | marzo, 1993                                        |
| Costo:             | $ 5700                                             |
| CPU:               | 68040                                              |
| Frequenza CPU:     | 25 MHz                                             |
| FPU:               | Integrata                                          |
| L1 Cache:          | 8 KB                                               |
| L2 Cache:          |                                                    |
| L3 Cache:          |                                                    |
| Bus:               | 25 MHz                                             |
| Slot:              | 1 PDS, 2 NuBus                                     |
| RAM:               | 4 MB                                               |
| Memoria:           | Max 66 MB, 4 slot RAM da 80 ns                     |
| VRAM:              | 512 KB Max 2 MB                                    |
| Video:             | 1152 x 870                                         |
| Audio:             | Uscita audio a 8 bit stereo Ingresso audio a 8 bit |
| Porte:             | 2 ADB 2 Seriali SCSI                               |
| Comunicazione:     | Ethernet 10Mbit                                    |
| Floppy Disk:       | 1.44 KB                                            |
| Hard Drive:        | 400 MB IDE                                         |
| Consumo:           | 50 Watt                                            |
| Peso:              | 6.1 kg                                             |
| Dimensione:        | A L P 14 x 30 x 36.5 cm                            |
| Sistema operativo: | System 7.1                                         |
| ROM:               | 1 MB                                               |

#### Macintosh Quadra 800

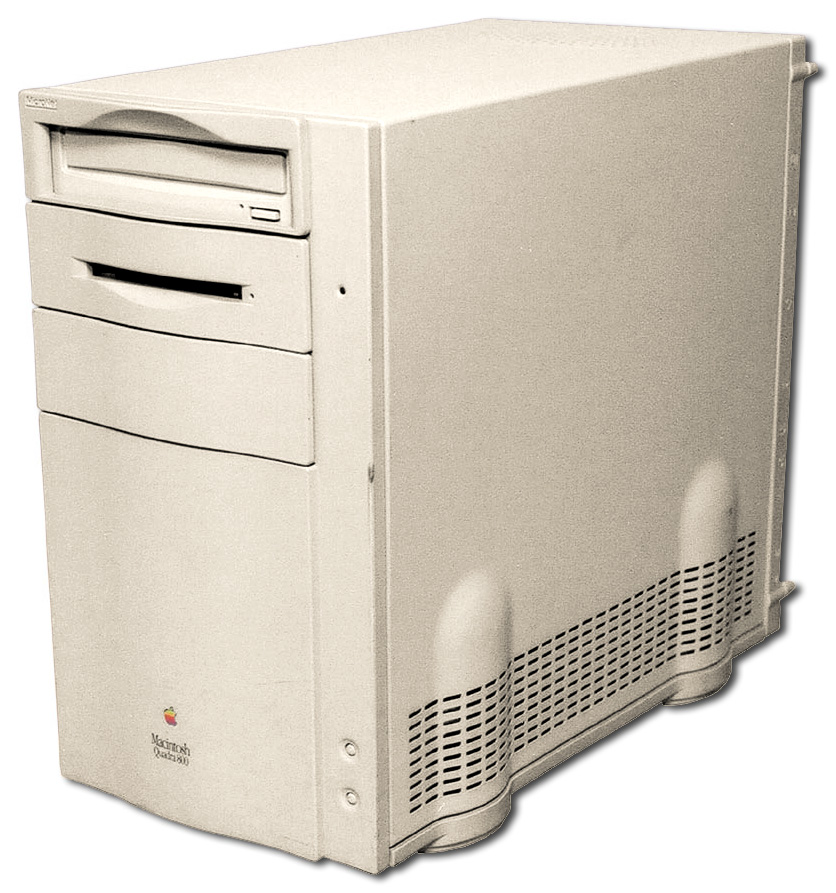
Macintosh Quadra 800

| Presentazione:     | febbraio, 1993                                     |
| Dismissione:       | maggio, 1994                                       |
| Costo:             | $ 4700                                             |
| CPU:               | 68040                                              |
| Frequenza CPU:     | 33 MHz                                             |
| FPU:               | Integrata                                          |
| L1 Cache:          | 8 KB                                               |
| L2 Cache:          |                                                    |
| L3 Cache:          |                                                    |
| Bus:               | 33 MHz                                             |
| Slot:              | 1 PDS, 3 NuBus                                     |
| RAM:               | 9 MB                                               |
| Memoria:           | Max 136 MB, 4 slot RAM da 60 ns                    |
| VRAM:              | 512 KB Max 1 MB                                    |
| Video:             | 1152 x 870                                         |
| Audio:             | Uscita audio a 8 bit stereo Ingresso audio a 8 bit |
| Porte:             | 2 ADB 2 Seriali SCSI                               |
| Comunicazione:     | Ethernet 10Mbit                                    |
| Lettori:           | 1.44 KB CD-ROM 2X                                  |
| Hard Drive:        | 1 GB IDE                                           |
| Consumo:           | 200 Watt                                           |
| Peso:              | 10.8 kg                                            |
| Dimensione:        | A L P 35.5 x 19.5 x 40 cm                          |
| Sistema operativo: | System 7.1                                         |
| ROM:               | 1 MB                                               |

#### Macintosh Quadra 840av
| Presentazione:     | luglio, 1993                                                |
| Dismissione:       | luglio, 1994                                                |
| Costo:             | $ 3550                                                      |
| CPU:               | 68040                                                       |
| Frequenza CPU:     | 40 MHz                                                      |
| FPU:               | Integrata                                                   |
| L1 Cache:          | 8 KB                                                        |
| L2 Cache:          |                                                             |
| L3 Cache:          |                                                             |
| Bus:               | 40 MHz                                                      |
| Slot:              | 3 NuBus                                                     |
| RAM:               | 0 MB                                                        |
| Memoria:           | Max 128 MB, 4 slot RAM da 60 ns                             |
| VRAM:              | 1 MB Max 2 MB                                               |
| Video:             | 1152 x 870                                                  |
| Audio:             | Uscita audio a 16 bit stereo Ingresso audio a 16 bit stereo |
| Porte:             | 1 ADB 2 Seriali SCSI                                        |
| Comunicazione:     | Ethernet 10Mbit                                             |
| Lettori:           | 1.44 KB CD-ROM 2X                                           |
| Hard Drive:        | 1 GB IDE                                                    |
| Consumo:           | 200 Watt                                                    |
| Peso:              | 11.5 kg                                                     |
| Dimensione:        | A L P 35.5 x 19.5 x 40 cm                                   |
| Sistema operativo: | System 7.1                                                  |
| ROM:               | 2 MB                                                        |

#### Macintosh Quadra 900

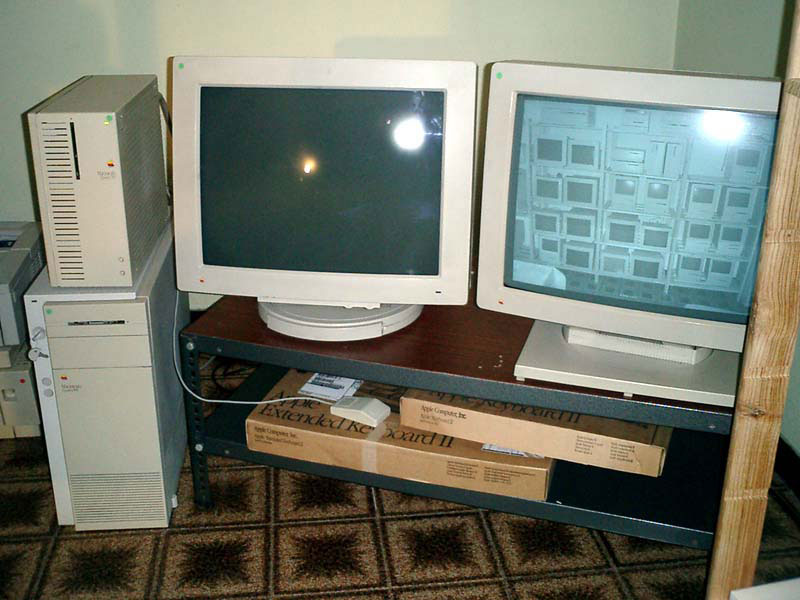
Macintosh Quadra 700 appoggiato su un Quadra 900

| Presentazione:     | ottobre, 1991                                      |
| Dismissione:       | maggio, 1992                                       |
| Costo:             | $ 7200                                             |
| CPU:               | 68040                                              |
| Frequenza CPU:     | 25 MHz                                             |
| FPU:               | Integrata                                          |
| L1 Cache:          | 8 KB                                               |
| L2 Cache:          |                                                    |
| L3 Cache:          |                                                    |
| Bus:               | 25 MHz                                             |
| Slot:              | 1 PDS, 5 NuBus                                     |
| RAM:               | 0 MB                                               |
| Memoria:           | Max 256 MB, 16 slot RAM da 80 ns                   |
| VRAM:              | 1 MB Max 2 MB                                      |
| Video:             | 1152 x 870                                         |
| Audio:             | Uscita audio a 8 bit stereo Ingresso audio a 8 bit |
| Porte:             | 1 ADB 2 Seriali SCSI                               |
| Comunicazione:     | Ethernet 10Mbit                                    |
| Lettori:           | 1.44 KB CD-ROM 2X                                  |
| Hard Drive:        | 160 MB IDE                                         |
| Consumo:           | 303 Watt                                           |
| Peso:              | 16.7 kg                                            |
| Dimensione:        | A L P 47.2 x 22.6 x 52.3 cm                        |
| Sistema operativo: | System 7.1                                         |
| ROM:               | 1 MB                                               |

#### Macintosh Quadra 950
| Presentazione:     | maggio, 1992                                       |
| Dismissione:       | ottobre, 1995                                      |
| Costo:             | $ 7200                                             |
| CPU:               | 68040                                              |
| Frequenza CPU:     | 66 MHz                                             |
| FPU:               | Integrata                                          |
| L1 Cache:          | 8 KB                                               |
| L2 Cache:          |                                                    |
| L3 Cache:          |                                                    |
| Bus:               | 33 MHz                                             |
| Slot:              | 1 PDS, 5 NuBus                                     |
| RAM:               | 0 MB                                               |
| Memoria:           | Max 256 MB, 16 slot RAM da 80 ns                   |
| VRAM:              | 1 MB Max 2 MB                                      |
| Video:             | 1152 x 870                                         |
| Audio:             | Uscita audio a 8 bit stereo Ingresso audio a 8 bit |
| Porte:             | 2 ADB 2 Seriali SCSI                               |
| Comunicazione:     | Ethernet 10Mbit                                    |
| Lettori:           | 1.44 KB CD-ROM 2X                                  |
| Hard Drive:        | 1 GB IDE                                           |
| Consumo:           | 303 Watt                                           |
| Peso:              | 16.7 kg                                            |
| Dimensione:        | A L P 47.2 x 22.6 x 52.3 cm                        |
| Sistema operativo: | System 7.1                                         |
| ROM:               | 1 MB                                               |

### Motorola 68LC040

#### Macintosh Quadra 605

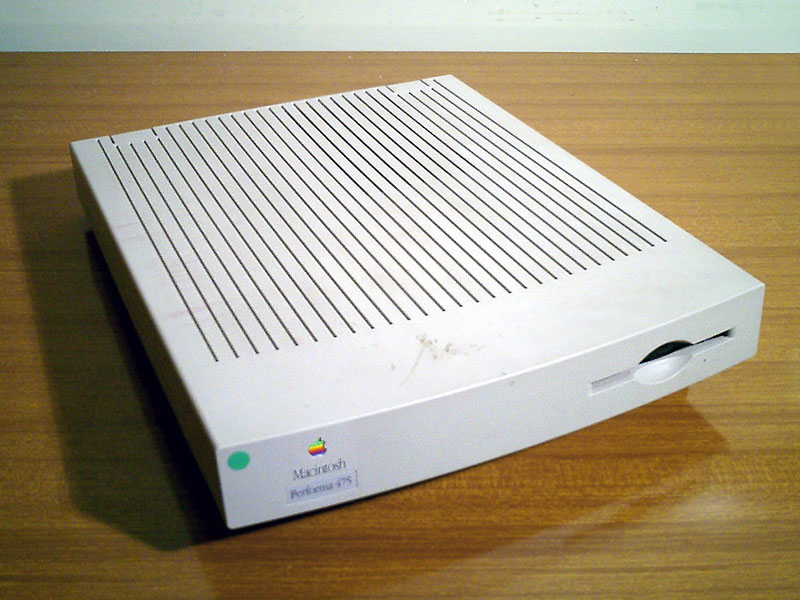
Macintosh Performa 475

Questo computer venne venduto anche con il nome di Performa 475 e LC 475.
| Presentazione:     | ottobre, 1993                                      |
| Dismissione:       | ottobre, 1994                                      |
| Costo:             | $ 900                                              |
| CPU:               | 680LC40                                            |
| Frequenza CPU:     | 25 MHz                                             |
| FPU:               |                                                    |
| L1 Cache:          | 8 KB                                               |
| L2 Cache:          |                                                    |
| L3 Cache:          |                                                    |
| Bus:               | 25 MHz                                             |
| Slot:              | 1 LC III PDS                                       |
| RAM:               | 4 MB                                               |
| Memoria:           | Max 36 MB, 1 slot RAM da 80 ns                     |
| VRAM:              | 512 KB Max 1 MB                                    |
| Video:             | 832 x 768                                          |
| Audio:             | Uscita audio a 8 bit stereo Ingresso audio a 8 bit |
| Porte:             | 1 ADB 2 Seriali SCSI                               |
| Comunicazione:     |                                                    |
| Floppy Disk:       | 1.44 KB                                            |
| Hard Drive:        | 250 MB IDE                                         |
| Consumo:           | 30 Watt                                            |
| Peso:              | 3.9 kg                                             |
| Dimensione:        | A L P 7.3 x 31 x 38.8 cm                           |
| Sistema operativo: | System 7.1                                         |
| ROM:               | 1 MB                                               |